# Phalacrotophora jacobsoni
Phalacrotophora jacobsoni är en tvåvingeart som beskrevs av Charles Thomas Brues 1915. Phalacrotophora jacobsoni ingår i släktet Phalacrotophora och familjen puckelflugor. Inga underarter finns listade i Catalogue of Life.